# Lake Buchanan (Texas)
Lake Buchanan ist der Stausee des Staudamms Buchanan Dam am Colorado River im US-Bundesstaat Texas. Er liegt in Burnet County und Llano County, westlich von Burnet. Die ursprüngliche Bezeichnung des Projekts hieß Hamilton Dam and Reservoir, wurde später jedoch zu Ehren des texanischen US-Repräsentanten und Kongressabgeordneten James P. Buchanan umbenannt.

## Allgemeines
Lake Buchanan war das erste Stauprojekt von insgesamt sechs am Colorado River, das von der Lower Colorado River Authority zur Stromerzeugung durch Wasserkraftwerke eingeleitet wurde, und das heute unter der Bezeichnung Texas Highland Lakes ihren Ruf besitzt. Er ist von den sechs Seen mit einer Fläche von fast 94 km² auch der größte.
Die anderen fünf sind:
- Inks Lake
- Lake Marble Falls
- Lake Lyndon B. Johnson
- Lake Travis
- Town Lake Austin

## Freizeit & Erholung
Um aus diesem Gebiet ein Erholungsgebiet zu machen und den Angelfreunden ihre Freizeitaktivität attraktiver zu gestalten, wurden in hoher Quantität verschiedene Fischarten ausgesetzt. Die häufigsten Arten, die sich hier fangen lassen, sind Wolfsbarsch, Catfish, Forellenbarsch sowie Sonnenbarsch. Nebenbei ist der See ein Überwinterungsgebiet der stark bedrohten Weißkopfseeadler mit einer ungefähren Population von 25.
Das meiste Grundeigentum rund um den Lake Buchanan ist in Privatbesitz. Etliche Häuser und Ferienhütten rund um den See werden an Touristen vermietet. Die Lower Colorado River Authority unterhält außerdem drei Parkanlagen in diesem Areal. Dies sind:
- Cedar Point Recreation Area
- Black Rock Park
- Canyon of the Eagles

In unmittelbarer Entfernung zum See, liegt im Texas Hill Country, die älteste Kellerei dieser Region; die Fall Creek Winery.

## Geschichte
Die Arbeiten am Buchanan Dam begannen im April 1931, wurden jedoch im April 1932 unterbrochen. 1935 wurde das Vorhaben fortgesetzt. 1938 wurde das Projekt fertiggestellt, 1937 aber mit Vorbedacht bereits mit dem Wasserstau begonnen.